# Assemblage 23
Assemblage 23 est un groupe américain de synthpop, originaire d'Exton, en Pennsylvanie.

## Histoire
Assemblage 23 est officiellement formé en 1988, après que Tom Shear a découvert la musique industrielle jouée par un DJ qui assurait la première partie de Depeche Mode. Le style de ce genre a profondément impressionné Shear, qui pensait avoir enfin trouvé le genre de son qu'il voulait pour sa musique. Malgré cela, le projet était plus un hobby pour Shear à ce moment-là ; il a fallu attendre 1998 pour qu'Assemblage 23 recueille suffisamment d'éloges pour attirer l'attention des labels discographiques. 
Shear a signé un contrat en 1999 avec le label canadien Gashed! pour un album studio (Contempt, sorti en novembre 1999). Contempt se classe 42e dans le classement DAC Top Albums of 2000 en Allemagne. Un deuxième album, Failure, suit en mars 2001 et est publié par Gashed en Amérique du Nord et Accession Records en Europe. Un single extrait de Failure, Disappoint, sort sur Accession en octobre 2001 et se classe aussi 42e dans le classement DAC Top Singles de 2001. La chanson traite du sentiment de perte de Shear après le suicide de son père le 28 octobre 1999, et contient un extrait du film In the Line of Fire.
Après des désaccords avec Gashed Records à la suite de Failure, Shear signe avec le label américain Metropolis Records plus tard en 2001 ; Metropolis réédite Contempt et Failure en novembre. Un remix, Addendum, sort également en novembre, uniquement sur Accession. À ce stade, Assemblage 23 devient assez populaire dans le genre EBM et étroitement catalogué avec le genre « futurepop », que Shear lui-même caractérise — peut-être de manière ironique — comme « principalement des gens qui ne savent pas chanter, sur des patchs de trance des années '90 ». 
Le troisième album, Defiance, sort en octobre 2002 sur Metropolis et Accession, précédé du single Document, en septembre de la même année. Assemblage 23 sort un quatrième album, Storm, en octobre 2004, avec les singles Let the Wind Erase Me en août et Ground en novembre. Ground passe huit semaines sur le DAC Singles Chart, culminant à la deuxième place. 
C'est en 2007 que sort Early Rare and Unreleased, une collection de 14 titres d'Assemblage 23 datant des années 1988-1998. En 2009, Early Rare and Unreleased Volume Two sort.
Assemblage 23 se produit au festival Kinetik de Montréal en mai 2009. En septembre 2009, Assemblage 23 sort le single Spark, suivi de son sixième album studio Compass. Le 12 juin 2012, Assemblage 23 sort l'album Bruise.
L'album Endure sort le 28 août 2016, et, en octobre 2016, Assemblage 23 entame une tournée nationale pour soutenir l'album.
Mourn, sorti le 11 septembre 2020, est influencé à la fois par la dépression de Shear après la sortie d'Endure et par le début de la pandémie de Covid-19. En raison de la pandémie, la sortie de Mourn est unique en ce sens qu'elle n'est pas immédiatement suivie d'une tournée, contrairement à chacun des sept albums précédents du groupe. 

## Discographie

### Albums studio
- 2000 : Contempt
- 2001 : Failure
- 2001 : Addendum
- 2002 : Defiance
- 2002 : Document
- 2004 : Storm
- 2007 : Meta
- 2008 : Early, Rare, And Unreleased 1988–1998
- 2009 : Early, Rare, And Unreleased: Volume Two
- 2009 : Compass
- 2012 : Bruise
- 2016 : Endure
- 2020 : Mourn

### Singles
- 2001 : Disappoint
- 2002 : Document
- 2004 : Let The Wind Erase Me
- 2004 : Ground
- 2007 : Binary
- 2009 : Spark